# Маяк (Актюбинская область)
Маяк (каз. Маяк) — село в Мугалжарском районе Актюбинской области Казахстана. Входило в состав Кайындинского сельского округа. Ликвидировано в 1990-е годы.

## Население
В 1989 году население села составляло 165 человек. Национальный состав: казахи.